# Nejia Ouerghi
Nejia Ouerghi (arabe : ناجية الورغي) est une actrice tunisienne.

## Filmographie

### Cinéma
- 1994 : Les Silences du palais de Moufida Tlatli[1]
- 2001 : Fatma de Khaled Ghorbal
- 2004 : Noce d'été de Mokhtar Ladjimi
- 2006 : Bin El Widyene de Khaled Barsaoui[2]

### Télévision

#### Séries télévisées
- 1999 : Anbar Ellil de Habib Mselmani
- 2006 : Nwassi w Ateb d'Abdelkader Jerbi
- 2008 : Bin Ethneya de Habib Mselmani

#### Téléfilms
- 1997 : Lih El Fernan de Hamadi Arafa
- 2003 : Nadia et Sarra (en) de Moufida Tlatli

### Vidéos
- 2011 : Moi la femme tunisienne, spot promotionnel pour le vote des femmes tunisiennes, réalisé par l'association Engagement citoyen

## Théâtre
Néjia Ouerghi est la cofondatrice du Théâtre de la Terre (Masrah Al Ardh), créé en 1984 avec Nourreddine Ouerghi, ainsi que du Théâtre Dar Ben Abdallah.
- 2006 : Mighnet de Nejia Ouerghi
- 2007 : Jay Min Ghadi (Venu de là-bas) de Noureddine Ouerghi[4]
- 2012 : Khira de Nejia Ouerghi[5]